# Puchar Świata w Rugby 7 (2001) – kwalifikacje
Kwalifikacje do Pucharu Świata w Rugby 7 2001 miały na celu wyłonienie męskich reprezentacji narodowych w rugby 7, które wystąpiły w finałach tego turnieju.

## Informacje ogólne
Turniej finałowy organizowanego przez IRB Pucharu Świata odbył się w Mar del Plata w dniach 26–28 stycznia 2001 roku i wzięły w nim udział dwadzieścia cztery drużyny. Automatyczny awans do turnieju finałowego uzyskali gospodarze oraz ćwierćfinaliści poprzedniej edycji. O pozostałe piętnaście miejsc w ośmiu turniejach kwalifikacyjnych rywalizowała natomiast rekordowa liczba 91 reprezentacji.

## Zakwalifikowane drużyny
|                           | Afryka              | Ameryka                              | Azja                                   | Europa                                                       | Oceania                                     |
| ------------------------- | ------------------- | ------------------------------------ | -------------------------------------- | ------------------------------------------------------------ | ------------------------------------------- |
| Automatyczna kwalifikacja | - Południowa Afryka | - Argentyna                          | - Korea Południowa                     | - Anglia - Francja                                           | - Australia - Fidżi - Nowa Zelandia - Samoa |
| Regionalne eliminacje     | - Kenia - Zimbabwe  | - Chile - Kanada - Stany Zjednoczone | - Chińskie Tajpej - Hongkong - Japonia | - Gruzja - Hiszpania - Irlandia - Portugalia - Rosja - Walia | - Wyspy Cooka                               |

## Kwalifikacje

### Afryka
Kwalifikacje w Afryce odbyły się dwustopniowo – z rozegranych 29 kwietnia 2000 roku w Abidżanie czterozespołowych zawodów czołowe dwa zespoły, gospodarze i Kenijczycy, awansowali do drugiego etapu kwalifikacji. Dwanaście zespołów rywalizowało w Nairobi w pierwszym dniu systemem kołowym w ramach trzech czterozespołowych grup. Po zakończeniu tej fazy rozgrywek tworzony był ranking, według którego drużyny zostały po raz kolejny podzielone na cztery grupy, by rozegrać w nich mecze w drugim dniu ponownie systemem kołowym. Zwycięzcy grup awansowali do półfinałów, a z nich zwycięsko wyszły reprezentacje Zimbabwe i Kenii, gwarantując sobie tym samym awans do Pucharu Świata.

### Ameryka
Kwalifikacje w Ameryce odbyły się dwustopniowo – z rozegranych na Hasely Crawford Stadium w dniach 22–23 stycznia 2000 roku ośmiozespołowych zawodów, triumufujący zespół gospodarzy awansował do drugiego etapu kwalifikacji. Dziesięć zespołów rywalizowało na Estadio San Carlos de Apoquindo w pierwszym dniu systemem kołowym w ramach dwóch pięciozespołowych grup. Każdy z zespołów w drugim dniu miał rozegrać po jednym meczu, jednak po spotkaniu menedżerów reprezentacji ustalono, iż odbędzie się pełna trzyrundowa faza pucharowa. W turnieju triumfowali Kanadyjczycy pokonując zespół Chile, a obie te drużyny miały już zagwarantowany awans na Puchar Świata. Dołączyła do nich reprezentacja USA, która czterema punktami pokonała Urugwaj w meczu o trzecie miejsce.

### Azja
Zawody kwalifikacyjne rozegrano w ramach turnieju Kuala Lumpur Sevens, a trzy czołowe zespoły awansowały do Pucharu Świata. W eliminacjach nie wystąpiła reprezentacja Korei Południowej mająca zagwarantowany automatyczny awans jako ćwierćfinalista poprzedniej edycji. Dziesięć reprezentacji rywalizowało w pierwszym dniu systemem kołowym w ramach dwóch czterozespołowych grup. Po zakończeniu tej fazy rozgrywek tworzony był ranking, według którego drużyny zostały po raz kolejny podzielone na dwie grupy, by rozegrać w nich mecze w drugim dniu ponownie systemem kołowym. Zwycięzcy grup awansowali do finału – walczyli dalej o triumf w turnieju mając zagwarantowany awans na Puchar Świata – stawką meczu zespołów z drugich lokat było trzecie premiowane awansem miejsce. Turniej zdominowały reprezentacje Japonii i Hongkongu. Jako niepokonane spotkały się dopiero w finale, a lepsi okazali się Japończycy, trzecie premiowane awansem miejsce zajęło Chińskie Tajpej po zwycięstwie nad gospodarzami

### Europa
IRB zleciła organizację turniejów eliminacyjnych FIRA-AER. Zostały zaplanowane dwa turnieje, każdy z udziałem szesnastu reprezentacji: w Madrycie (10 i 11 czerwca) oraz w Heidelbergu (30 czerwca i 1 lipca). Z każdego z nich do Pucharu Świata awansowały trzy czołowe zespoły. W obydwóch zawodach schemat rozgrywek był taki sam – szesnaście reprezentacji rywalizowało w pierwszym dniu systemem kołowym w ramach czterech czterozespołowych grup. Po zakończeniu tej fazy rozgrywek tworzony był ranking, według którego drużyny zostały po raz kolejny podzielone na cztery grupy, by rozegrać w nich mecze w drugim dniu ponownie systemem kołowym. Zwycięzcy grup awansowali do półfinałów – wygrani z tych pojedynków gwarantowali sobie awans na Puchar Świata i walczyli dalej o triumf w turnieju, stawką meczu dla przegranych było trzecie premiowane awansem miejsce.
W Niemczech w najlepszej trójce znalazły się reprezentacje Walii, Gruzji i Irlandii, w Hiszpanii zaś zespoły Portugalii, Rosji i Hiszpanii.

### Oceania
Stawką zawodów było jedno miejsce w turnieju finałowym Pucharu Świata. Sześć reprezentacji rywalizowało w pierwszej fazie systemem kołowym w ramach jednej grupy, po czym odbyła się faza pucharowa – dwa czołowe zespoły zmierzyły się o triumf w turnieju i awans do Pucharu Świata, pozostałe drużyny zagrały zaś o poszczególne miejsca. W turnieju triumfowała reprezentacja gospodarzy, która pokonała w finale Tonga, pomimo wysokiej porażki zaledwie dwie godziny wcześniej.